# Črta (album)
Črta je debitantski studijski album Slavka Ivančića. Album je izšel leta 2000 pri založbi Nika Records.

## Seznam skladb
| Št. | Naslov                                                                  | Dolžina |
| --- | ----------------------------------------------------------------------- | ------- |
| 1.  | „Črta‟ (D. Kocjančič/D. Mislej-Mef/M. Legovič)                          | 3:19    |
| 2.  | „Daj mi 1 dim‟ (S. Fajon/D. Mislej-Mef/S. Fajon)                        | 3:55    |
| 3.  | „Črn dež‟ (J. Plestenjak/J. Plestenjak/S. Fajon)                        | 3:40    |
| 4.  | „Zagrabi me‟ (D. Kocjančič/D. Mislej-Mef/M. Legovič)                    | 3:28    |
| 5.  | „V sanjah in zares‟ (D. Rapotec-Ute/D. Mislej-Mef/D. Rapotec-Ute)       | 3:26    |
| 6.  | „Stara moja‟ (D. Kocjančič/D. Mislej-Mef/B. Zuljan)                     | 5:05    |
| 7.  | „Bo sploh še kdaj‟ (S. Ivančić/S. Ivančić/M. Legovič)                   | 5:02    |
| 8.  | „Kar sem jaz in kaj si ti‟ (I. Vrčkovnik/I. Vrčkovnik/B. Blažević-Bero) | 4:07    |
| 9.  | „Ne bo mi odveč‟ (M. Legovič/D. Mislej-Mef/M. Legovič, Z. Klun)         | 4:19    |
| 10. | „Koper‟ (D. Kocjančič/D. Mislej-Mef/M. Legovič)                         | 3:25    |
| 11. | „bonus track Črta (Remix by Dee Jay Time)‟                              | 3:58    |

## Zasedba
- Slavko Ivančić – solo vokal
- Marino Legovič – klaviature, spremljevalni vokali
- Berislav Blažević-Bero – klaviature
- Zdenko Cotič, Franci Zabukovec, Elvis Stanić, Marjan Malikovič, Mike Orešar, Enzo Hrovatin – kitara
- Jani Hace, Jadran Ogrin, Henry Radanović, Boštjan Podlesnik – bas
- Sergej Ranđelović, Krunoslav Levačić, Zlatko Klun – bobni
- Aljoša Jerič, Hrvoje Rupčić, David Morgan – tolkala
- Miran Fakin, Lara Baruca, Aleksandra Čermelj, Polona Furlan, Barbara Šinigoj, Lucienne Lončina, Danilo Kocjančič – spremljevalni vokal
- Bor Zuljan – kitara, klaviature, programiranje, spremljevalni vokal
- Sašo Fajon – klaviature, programiranje
- Duško Rapotec-Ute – programiranje
- Tadej Tomšič, Igor Geržina – saksofon
- DJ Eric Manley – scratch

## Udeležbe na festivalih
- »Črta« – Melodije morja in sonca 2000 – 1. nagrada občinstva[2]
- »Zagrabi me« – Slovenska popevka 2000[3]